# Colombier (Dordogne)
Colombier – miejscowość i gmina we Francji, w regionie Nowa Akwitania, w departamencie Dordogne.
Według danych na rok 1990 gminę zamieszkiwało 228 osób, a gęstość zaludnienia wynosiła 32 osób/km² (wśród 2290 gmin Akwitanii Colombier plasuje się na 949. miejscu pod względem liczby ludności, natomiast pod względem powierzchni na miejscu 1272.).